# Aleksiej Wołoszyn
Aleksiej Prochorowicz Wołoszyn (ros. Алексей Прохорович Волошин; ur. 13 lutego 1920 w guberni tambowskiej, zm. 24 czerwca 2020 w Moskwie) – radziecki wojskowy, pułkownik, Bohater Związku Radzieckiego (1943).

## Życiorys
Od 1921 mieszkał we wsi Siniawka w gminie stepańskiej w powiecie kaniowskim (obecnie w rejonie kaniowskim w obwodzie czerkaskim). Do 1938 skończył 10 klas szkoły we wsi Stepańce w rejonie kaniowskim, później pracował w fabryce w Odessie, jednocześnie do czerwca 1941 studiował w Odeskim Instytucie Inżynierów Przemysłu Młynarskiego. Od lipca 1941 służył w armii, w lutym 1942 skończył przyśpieszony kurs odeskiej szkoły artylerii ewakuowanej do miejscowości Suchoj Łog na Uralu i jako dowódca plutonu 54 pułku artylerii haubic został skierowany na Front Południowo-Zachodni wojny z Niemcami. 13 marca 1942 podczas nalotu został ranny i ewakuowany do szpitala w Stalingradzie, po wyjściu ze szpitala został adiutantem dowódcy 1104 pułku artylerii formowanego w Stalingradzkim Okręgu Wojskowym. Od lipca 1942 był dowódcą plutonu 1104 pułku artylerii Frontu Stalingradzkiego, od sierpnia do września 1942 dowodził baterią artylerii 10 Dywizji Piechoty Wojsk Wewnętrznych NKWD Frontu Południowo-Wschodniego, 13 września 1942 został ciężko ranny i do stycznia 1943 leczył się w szpitalach w Saratowie i Tomsku.
Od lutego 1943 do stycznia 1944 był dowódcą baterii i naczelnikiem artylerii 271 pułku piechoty na Froncie Centralnym (od lutego do października 1943), Woroneskim (październik 1943) i 1 Ukraińskim (od października 1943 do stycznia 1944). Brał udział w bitwie pod Kurskiem, operacji orłowskiej, operacji czernihowsko-prypeckiej, kijowskiej i żytomiersko-berdyczowskiej. Jako dowódca baterii 271 pułku piechoty 181 Dywizji Piechoty 28 Korpusu Piechoty 13 Armii Frontu Centralnego w stopniu starszego porucznika szczególnie wyróżnił się podczas forsowania Dniepru 26 września 1943 k. wsi Komarin w obwodzie homelskim, gdy zniszczył dwa czołgi przeciwnika. Od stycznia do czerwca 1944 był naczelnikiem artylerii 292 pułku piechoty 1 Frontu Ukraińskiego, brał udział w operacji rówieńsko-łuckiej i proskurowsko-czerniowieckiej. 24 czerwca 1945 wziął udział w Paradzie Zwycięstwa w Moskwie.
W 1949 ukończył Akademię Artylerii im. Dzierżyńskiego, dowodził dywizjonem artylerii 3 gwardyjskiego pułku w Naro-Fominsku (obwód moskiewski), w 1950 ukończył wyższe akademickie kursy oficerów wywiadu Sztabu Generalnego Sił Zbrojnych ZSRR i do 1955 był oficerem i starszym oficerem w Głównym Zarządzie Wywiadowczym Sztabu Generalnego ZSRR, od 1953 w stopniu pułkownika. Od stycznia 1956 do maja 1957 był komenderowany służbowo za granicę, po powrocie do 1964 pracował w centrali Głównego Zarządu Wywiadowczego Sztabu Generalnego, następnie został starszym pracownikiem naukowym 3 Naukowo-Badawczego Instytutu Wojsk Lądowych, we wrześniu 1975 zakończył służbę. Mieszkał w Moskwie.

## Odznaczenia
- Złota Gwiazda Bohatera Związku Radzieckiego (16 października 1943)
- Order Lenina (16 października 1943)
- Order Czerwonego Sztandaru (22 września 1943)
- Order Wojny Ojczyźnianej I klasy (11 marca 1985)
- Order Czerwonej Gwiazdy (30 grudnia 1956)
- Medal „Za zasługi bojowe” (19 listopada 1951)
- Srebrna Gwiazda (USA, 12 czerwca 1944)

I inne.